# Grontardo
Grontardo ist eine norditalienische Gemeinde (comune) mit 1489 Einwohnern (Stand 31. Dezember 2023) in der Provinz Cremona in der Lombardei. Die Gemeinde liegt etwa zwölf Kilometer nordöstlich von Cremona.